# Чемпионат Азии по самбо 2015
Чемпионат Азии по самбо 2015 года прошёл в городе Атырау (Казахстан) 11-13 декабря.

## Медалисты

### Мужчины
| Весовая категория | Золото                              | Серебро                         | Бронза                                                       |
| ----------------- | ----------------------------------- | ------------------------------- | ------------------------------------------------------------ |
| до 52 кг          | Болатбек Раимкулов · Казахстан      | Ардашер Исмоилов · Таджикистан  | Жаныбек Уулу Руслан · Кыргызстан                             |
| до 57 кг          | Ахмалиддин Каримов · Таджикистан    | Ганхуяг Мунхбат · Монголия      | Саяк Бараканов · Кыргызстан О Хупчан · Республика Корея      |
| до 62 кг          | Нозимджон Охиров · Таджикистан      | Жандос Иманбаев · Казахстан     | Арсен Камчибеков · Кыргызстан                                |
| до 68 кг          | Мустафа Хасанов · Таджикистан       | Багдат Жарылгассов · Казахстан  | Шербек Рузиев · Узбекистан                                   |
| до 74 кг          | Диваштич Хабибов · Таджикистан      | Айбек Габдешов · Казахстан      | Асанбай Отогонов · Кыргызстан Сурен Ахаев · Узбекистан       |
| до 82 кг          | Ержан Кабделов · Казахстан          | Ямшидбек Тельманий · Узбекистан | Немат Садыкула · Афганистан Мухаммаджон Зоидов · Таджикистан |
| до 90 кг          | Юмахон Назриев · Таджикистан        | Рустам Муслимов · Узбекистан    | Азамат Казакбаев · Кыргызстан Денис Егоров · Казахстан       |
| до 100 кг         | Шамшод Абдулоев · Таджикистан       | Амангали Жартыбаев · Казахстан  | Саламат Турданов · Узбекистан Эркамуддин Ахмади · Афганистан |
| свыше 100 кг      | Набимухаммад Хоркашев · Таджикистан | Ерлан Нурманов · Казахстан      | Баймурат Уббиев · Узбекистан Айбек Бекболлаев · Кыргызстан   |

### Женщины
В источнике отсутствует информация о результатах соревнований в категории до 64 кг среди женщин.
| Весовая категория | Золото                            | Серебро                        | Бронза                        |
| ----------------- | --------------------------------- | ------------------------------ | ----------------------------- |
| до 48 кг          | Анара Жумяли · Кыргызстан         | Аида Ермаш · Казахстан         |                               |
| до 52 кг          | Назгул Елмуратова · Казахстан     |                                |                               |
| до 56 кг          | Балтина Алтынай · Казахстан       |                                |                               |
| до 60 кг          | Альмагуль Урынгалиева · Казахстан | Анара Эстебесова · Кыргызстан  | Юлдуз Мустафаева · Узбекистан |
| до 68 кг          | Дилдаш Курышбаева · Казахстан     |                                |                               |
| до 72 кг          | Калжан Тайжанова · Казахстан      | Азиза Азизова · Таджикистан    |                               |
| до 80 кг          | Алия Джикыбаева · Казахстан       | Дилбар Султонова · Таджикистан | Ермек Кокоева · Кыргызстан    |
| свыше 80 кг       | Арайлым Шегенова · Казахстан      | Санийим Еркибаева · Узбекистан |                               |

### Боевое самбо
| Весовая категория | Золото                              | Серебро                          | Бронза                                                          |
| ----------------- | ----------------------------------- | -------------------------------- | --------------------------------------------------------------- |
| до 52 кг          | Ассет Алдешов · Казахстан           | Аман Ганиев · Узбекистан         | Мухаметали Ергешев · Кыргызстан                                 |
| до 57 кг          | Олег Удод · Казахстан               | Эрденесух Энхбат · Монголия      | Ислам Искендеров · Узбекистан Руслан Жаныбек Уулу · Кыргызстан  |
| до 62 кг          | Казбек Супыгалиев · Казахстан       | Шариф Кушаев · Узбекистан        | Орозбек Автандил Уулу · Кыргызстан Юнг Юнсук · Республика Корея |
| до 68 кг          | Зафар Аллабергенов · Узбекистан     | Аслан Зейноллаев · Казахстан     | О Тесук · Республика Корея Уларбек Максатбек Уулу · Кыргызстан  |
| до 74 кг          | Калысбек Токтосун Уулу · Кыргызстан | Канагат Батыршиев · Казахстан    |                                                                 |
| до 82 кг          | Рустамбек Джиреншиев · Казахстан    | Нурисбек Бекбердиев · Кыргызстан | Ли Джинву · Республика Корея                                    |
| до 90 кг          | Константин Солдатов · Казахстан     | Далер Ниязов · Таджикистан       | Эмиль Тойгомбаев · Кыргызстан                                   |
| до 100 кг         | Айболат Муратули · Казахстан        | Куат Таджимуратов · Узбекистан   |                                                                 |
| свыше 100 кг      | Куданычбек Кокумов · Кыргызстан     | Чингиз Кыдырманов · Казахстан    | Саймула Махдави · Афганистан                                    |